# Потифар
Потифа́р (ивр. פוטיפר‎) — имя египетского чиновника, которому был продан купцами в рабство Иосиф в Египте (Быт. 37:36) .

## Имя
Имя Потифар (ивр. פוטיפר‎), вероятно, сокращено от פוטּיפרע; в Септуагинте оба имени передаются одинаково: Πετεφρή или Πετρεφή. По-египетски: P-ede-p-râ = «тот, кого дал бог-солнце Ра». Сходное имя, Петефрия или Потифера, носил тесть Иосифа, жрец Илиопольский (Быт. 41:45). Имя Потифар, в переводе семидесяти — Петефрес, в коптском переводе — Петефре.
Слово сарис (סריס), которым в Быт. 39:1-6 обозначается его должность, следует, по-видимому, понимать не в буквальном смысле (евнух), а в смысле царедворца. Точнее его должность определяется как שר הטבחים, то есть начальник телохранителей фараона).
В Коране Потифар не назван по имени; вместо имени он назван ‘азиз Миср (араб. عزيز مصر‎ — «знатный египтянин»). В арабо-мусульманском предании Потифара называют именами Китфир, Итфир и другими именами, похожими на имя «Потифар».

## История
Потифар особенно отличал Иосифа своим доверием и вверил ему управление всем своим домом.
В отсутствие мужа жена Потифара тщетно пыталась соблазнить своего раба Иосифа. Она обвинила Иосифа в том, что он хотел обольстить её, хотя на самом деле сама пыталась соблазнить его. По её обвинению Потифар бросил Иосифа в темницу (Быт. 39:7—20).
В Коране сообщается, что он купил пророка Юсуфа (Иосифа) и отдал его своей жене (в исламском предании — Зулейха). Жена Потифара попыталась соблазнить Юсуфа. В арабо-мусульманском предании сообщается, что после смерти Потифара Юсуф женился на его жене Зулейхе.
Считается, что записанная в XII веке до н. э. древнеегипетская сказка «Повесть о двух братьях» со схожим сюжетом могла оказать влияние на появление библейской истории об Иосифе и жене Потифара. В древнеегипетском произведении имя неверной жены также не указано.

## Образ в искусстве
- «Легенда об Иосифе» — балет в постановке М. М. Фокина (1914) на музыку Р. Штрауса (Josephslegende, op. 63, 1912), написанный по заказу С. П. Дягилева для его труппы Русский балет Дягилева. В разные годы музыка балета Штрауса использовалась другими балетмейстерами в их постановках.